# Perigea
Perigea is een vlindergeslacht uit de familie van de uilen (Noctuidae). De wetenschappelijke naam van het geslacht is voor het eerst geldig gepubliceerd in 1852 door Achille Guenée.
De typesoort is Perigea xanthioides Guenée, die in Florida werd ontdekt.

## Soorten
Volgens Encyclopedia of Life behoren volgende soorten tot Perigea:
- P. agnonia Druce, 1890
- P. albistriata Hampson, 1910
- P. aldabrae Berio, 1962
- P. bicyclata Gaede, 1915
- P. cenola Schaus, 1906
- P. chiuna Schaus, 1933
- P. decaryi (Viette, 1965)
- P. decolorata Guenée, 1862
- P. drusilla Schaus, 1914
- P. eguigureni Dognin, 1890
- P. impura Köhler, 1979
- P. leucanioides Hampson, 1908
- P. nigrita Guenée, 1862
- P. parastichtoides Hampson, 1908
- P. perculsa Draudt, 1925
- P. perparvula Schaus, 1894
- P. punctata Köhler, 1979
- P. secorva Schaus sensu Draudt, 1925
- P. vagans Beri, 1977-1977 [1977]
- P. xanthioides Guenée, 1852
- P. xylophasioides Guenée, 1852

De meeste van deze soorten komen voor in Noord-, Midden- en Zuid-Amerika. AfroMoths geeft daarnaast volgende soorten die in Afrika zijn waargenomen:
- Perigea aplecta Bethune-Baker 1911
- Perigea camerunica Gaede 1915
- Perigea cupricolora Hampson 1914
- Perigea ethiopica Hampson 1908
- Perigea grandirena (Hampson 1902)
- Perigea gypsina Hampson 1914
- Perigea meleagris (Saalmüller 1891)
- Perigea quadrimacula (Mabille 1900)
- Perigea sessei Berio 1937

In het verleden werden veel meer soorten tot dit geslacht gerekend. Adalbert Seitz somde in 1919 79 soorten op uit dit "enorm omvangrijke geslacht".